# Austrosiphonidae
Austrosiphonidae es una familia taxonómica de grandes caracoles marinos, a menudo conocidos como buccinos.

## Características
Las conchas son de tamaño mediano a muy grande, de unos 35 a 220 mm en adultos, ancha a estrechamente fusiforme, con canal sifonal moderadamente largo a muy largo. La protoconcha puede ser de tamaño variable, alcanzando cuatro verticilos y casi 4 mm de diámetro. Verticilos de teleoconcha suelen ser uniformemente convexos, con hombros o claramente pagodiformes. La escultura axial suele estar presente al menos en verticilos adapicales, que consisten en costillas, protuberancias o espinas en el hombro, rara vez este rasgo esta ausentes (como en Antarctoneptunea aurora). La escultura en espiral tiene múltiples cuerdas que varían en fuerza y densidad. El opérculo tiene forma de hoja, con núcleo terminal.

## Distribución
Esta familia se la encuentra en la Antártida, Australasia, el Pacífico tropical, Japón, la América occidental desde Baja California hasta la Bahía de Monterey. Habita en profundidades submareales a batiales.

## Géneros
Los siguientes géneros se encuentran dentro de la familia Austrosiphonidae:
- Antarctoneptunea Dell, 1972
- Kelletia P. Fischer, 1884
- Penión P. Fischer, 1884
- Serratifusus Darragh, 1969

### Sinónimias
- Austrosipho Cossmann, 1906: sinónimo de Penion P. Fischer, 1884
- Berylsma Iredale, 1924: sinónimo de Penion P. Fischer, 1884
- Largisipho Iredale, 1929: sinónimo de Penion P. Fischer, 1884
- Verconella Iredale, 1914: sinónimo de Penion P. Fischer, 1884 (nombre sustituto innecesario de Penion, que Iredale supone como un homónimo menor de Penium Philippi, 1865)